# Solno (Bartoszyce)
Solno (deutsch Zohlen) ist ein Ort in der polnischen Woiwodschaft Ermland-Masuren. Es gehört zur Gmina Bartoszyce (Landgemeinde Bartenstein) im Powiat Bartoszycki (Kreis Bartenstein (Ostpr.)).

## Geographische Lage
Solno liegt in der nördlichen Mitte der Woiwodschaft Ermland-Masuren, sieben Kilometer südöstlich der früheren und heute auf russischem Staatsgebiet gelegenen Kreisstadt Preußisch Eylau (russisch Bagratinowsk) bzw. zwölf Kilometer nordwestlich der heutigen Kreismetropole Bartoszyce (deutsch Bartenstein).

## Geschichte
Bereits vor 1437 wurde der damalige kleine Ort Solen gegründet. Bestehend aus einem Gut und mehreren Gehöften hieß er Alt/Neu Sohlen (nach 1437), Alt/Neu Zohlen (nach 1577), Waldgut Zohlen (nach 1785) bzw. Zohlen (ohne Zusatz, vor 1912).
Im Jahre 1874 wurde der Gutsbezirk Zohlen Teil des neu errichteten Amtsbezirks Beisleiden (polnisch Bezledy) im ostpreußischen Kreis Preußisch Eylau. 138 Einwohner zählte Zohlen im Jahre 1910.
Am 30. September 1928 schloss sich der Gutsbezirk Zohlen (Amtsbezirk Beisleiden) mit dem Gutsbezirk Perscheln (Amtsbezirk Perscheln) zur neuen Landgemeinde Zohlen-Perscheln zusammen, wobei beide Orte – nun auch als Ortsteile der neuen Gemeinde – ihrem bisherigen jeweiligen Amtsbezirk weiterhin zugehörten.
In Kriegsfolge kam 1945 das gesamte südliche Ostpreußen zu Polen. Zohle erhielt die polnische Namensform „Solno“ und ist wieder ein eigenständiger Ort, der der Landgemeinde Bartoszyce (Bartenstein) im Powiat Bartoszyce (Kreis Bartenstein (Ostpr.)) zugeordnet ist, von 1975 bis 1998 in die Woiwodschaft Olsztyn, seither in die Woiwodschaft Ermland-Masuren eingegliedert. Im Jahre 2022 zählte Solno 28 Einwohner.

## Kirche
Bis 1945 war Zohlen – auch als Ortsteil der Gemeinde Zohlen-Perscheln – kirchlich nach Preußisch Eylau (russisch Bagrationowsk) hin orientiert: zur dortigen evangelischen Pfarrkirche in der Kirchenprovinz Ostpreußen der Kirche der Altpreußischen Union, außerdem zur römisch-katholischen Kirche der Kreisstadt im damaligen Bistum Ermland.
Heute gehört Solno katholischerseits zu Bezledy (Beisleiden) im jetzigen Erzbistum Ermland, evangelischerseits zur Kirchengemeinde Bartoszyce, einer Filialgemeinde der Johanneskirche Kętrzyn (Rastenburg) in der Diözese Masuren der Evangelisch-Augsburgischen Kirche in Polen.

## Verkehr
Solno liegt an einer Nebenstraße, die bei Bezledy (Beisleiden) von  der polnischen Landesstraße 51 (ehemalige deutsche Reichsstraße 128) abzweigt und bis nach Nowa Wieś Iławecka (Neuendorf) im Gebiet der Gmina Górowo Iławeckie (Landgemeinde Landsberg (Ostpr.)) führt. Eine Anbindung an den Bahnverkehr besteht nicht.